# Tổng thống Algérie
Tổng thống Algérie là nguyên thủ quốc gia và đứng đầu hành pháp Algérie, đồng thời là tổng tư lệnh của Lực lượng vũ trang Quốc gia Nhân dân Algérie.

## Lịch sử
Cương lĩnh Tripoli, được coi là Hiến pháp Algérie khi chiến thắng chiến tranh giải phóng độc lập khỏi Pháp năm 1962, thành lập chức vụ Tổng thống là nguyên thủ quốc gia với Thủ tướng hỗ trợ công việc cho chính phủ. Sau khủng hoảng chính trị với việc ra đời Hiến pháp mới 1963, chức vụ Thủ tướng bị loại bỏ, toàn bộ quyền lực được thu về cho Tổng thống. Trong bốn thập kỷ đầu tiên chính quyền độc lập đã kiểm soát như quốc gia độc đảng di Mặt trận Giải phóng Quốc gia (FLN) lãnh đạo. Các tổng thống đều là thành viên FLN; Ahmed Ben Bella, Houari Boumédienne và Chadli Bendjedid. Hiến pháp được viết vào năm 1976 duy trì quyền lực hành pháp của Tổng thống, nhưng những sửa đổi năm 1979 lập lại chức vụ Thủ tướng đứng đầu Chính phủ.
Đến cuối những năm 1980 đã có sự tự do của chế độ FLN. Tuy nhiên, khi Mặt trận Hồi giáo Cứu thế thắng cuộc bầu cử quốc hội vào năm 1991, quân đội buộc Chadli Bendjedid giải tán quốc hội và từ chức vào ngày 11 tháng 1 năm 1992. Quân đội tuyên bố tình trạng khẩn cấp và chiếm chính quyền của đất nước, thành lập Hội đồng Nhà nước Tối cao với 5 thành viên. Hội đồng bổ nhiệm Tổng thống, Muhammad Boudiaf, với nhiệm kỳ 3 năm để tạo điều kiện chuyển giao lại cho các cuộc bầu cử bình thường cho chức vụ. Tuy nhiên Boudiaf bị ám sát, và đã được thay thế thành công bởi Ali Kafi. Trong khi đó đất nước rơi vào một giai đoạn của cuộc nội chiến, giữa quân đội chính phủ và quân du kích Hồi giáo. Kafi đã được thay thế vào năm 1994 bởi Liamine Zéroual, những người được gọi đầu tiên của các cuộc bầu cử vào năm 1995, chiến thắng nhiệm kỳ đầy đủ 5 năm một cách dễ dàng ở vùng tranh chấp trong cuộc bầu cử trong cuộc nội chiến đang tiếp tục. Ông kêu gọi một cuộc bầu cử sớm vào năm 1999, với lực lượng nổi dậy Hồi giáo bị đàn áp. Abdelaziz Bouteflika đã thắng cuộc bầu cử này sau khi tất cả các ứng cử viên khác không tham gia. Ông tái đắc cử vào ngày 8 tháng 4 năm 2004, trong cuộc bầu cử cũng được tranh chấp, giành chiến thắng lại trong năm 2009, và tương đối không bị thách thức vào năm 2014; nhiệm kỳ của ông kết thúc vào năm 2019.

## Quyền hạn
Tổng thống Algérie có quyền hạn sau:
- Nguyên thủ quốc gia;
- Tổng Tư lệnh Tối cao các lực lượng vũ trang, đồng thời chịu trách nhiệm quốc phòng;
- Quyết định và thực hiện chính sách đối ngoại;
- Chủ trì Hội đồng Bộ trưởng;
- Bổ nhiệm Thủ tướng và Chính phủ;
- Miễn nhiệm Chính phủ;
- Ban hành nghị định tổng thống;
- Cấp giấy ân xá;
- Đề nghị trưng cầu dân ý;
- Phê chuẩn các hiệp ước;
- Bổ nhiệm nhân viên dân sự và quân sự;
- Làm luật theo pháp lệnh khi Quốc hội không họp;
- Phê chuẩn và phủ quyết luật;
- Tuyên bố chiến tranh với sự tham khảo ý kiến của Chủ tịch Quốc hội;
- Trao tặng huân huy chương cho tổ chức và cá nhân.

Tổng thống có quyền bổ nhiệm, chỉ định:
- Công bố và ban hành dựa theo Hiến pháp;
- Công bố dân sự và quân sự Quốc gia;
- Quyết định đề cử trong Nội các;
- Chủ tịch Hội đồng Nhà nước;
- Thống đốc Ngân hàng Quốc gia;
- Tổng Thư ký Chính phủ;
- Thẩm phán;
- Chức vụ cao cấp trong cơ quan an ninh;
- "Walis";
- Đại sứ và triệu hồi đại sứ, đặc phái viên tại nước ngoài, nhận quốc thư của đại sứ các nước.

## Nhiệm kỳ
Nhiệm kỳ của Tổng thống là 5 năm. Tổng thống sẽ kết thúc nhiệm kỳ sớm do qua đời khi tại nhiệm, không đủ năng lực đảm nhiệm, hoặc từ chức.
Chủ tịch Hội đồng Dân tộc sẽ thay thế với 2/3 Nghị viện sau 45 ngày.

## Điều kiện làm Tổng thống
Để trở thành Tổng thống cần đạt đủ tiêu chí:
- Chỉ có duy nhất quốc tịch Algérie;
- Là người theo đạo Hồi giáo;
- Có độ tuổi hơn 40 tính đến ngày bầu cử;
- Đầy đủ khả năng dân sự và chính trị;
- Chứng minh phối ngẫu có quốc tịch Algérie;
- Chứng minh cho sự tham gia trong Cách mạng ngày 01 tháng 11 năm 1954 cho các ứng cử viên sinh ra trước tháng 7 năm 1942;
- Chứng minh cho việc không tham gia của cha mẹ các ứng cử viên sinh sau tháng 7 năm 1942, trong những hành động thù địch đến Cách mạng ngày 01 tháng 11 năm 1954;
- Nộp một tuyên bố công khai về tài sản cá nhân trong Algeria hoặc ở nước ngoài.

## Danh sách Tổng thống
| No. | Tên (Năm sinh–Năm mất)                                               | Chân dung                                            | Đắc cử              | Nhiệm kỳ                                                                       | Nhiệm kỳ                                               | Đảng phái                                  |
| --- | -------------------------------------------------------------------- | ---------------------------------------------------- | ------------------- | ------------------------------------------------------------------------------ | ------------------------------------------------------ | ------------------------------------------ |
| —   | Ferhat Abbas فرحات عباس (1899–1985)                                  |                                                      | –                   | 19 tháng 9 năm 1958                                                            | 27 tháng 8 năm 1961                                    | Đảng Tự do                                 |
| —   | Benyoucef Benkhedda بن يوسف بن خدة (1920–2003)                       |                                                      | –                   | 27 tháng 8 năm 1961                                                            | 22 tháng 7 năm 1962                                    | Đảng Tự do                                 |
| —   | Abderrahmane Farès عبدالرحمن فارس (1911–1991)                        |                                                      | –                   | 3 tháng 7 năm 1962                                                             | 25 tháng 9 năm 1962                                    | Đảng Tự do                                 |
| —   | Ferhat Abbas فرحات عباس (1899–1985)                                  |                                                      | –                   | 25 tháng 9 năm 1962                                                            | 15 tháng 9 năm 1963                                    | Đảng Tự do                                 |
| 1   | Ahmed Ben Bella أحمد بن بلّة (1916–2012)                              |                                                      | 1963                | 15 tháng 9 năm 1963                                                            | 19 tháng 6 năm 1965 (Bị lật đổ do đảo chính.)          | Đảng Tự do                                 |
| —   | Hội đồng Cách mạng Chủ tịch: Quốc trưởng Houari Boumediene           |                                                      | —                   | 19 tháng 6 năm 1965                                                            | 10 tháng 12 năm 1976                                   | Quân nhân                                  |
| 2   | Houari Boumediene هواري بومدين (1932–1978)                           |                                                      | 1976                | ngày 10 tháng 12 năm 1976                                                      | ngày 27 tháng 12 năm 1978 (qua đời khi đang tại chức.) | Đảng Tự do                                 |
| —   | Rabah Bitat رابح بيطاط (1925–2000)                                   |                                                      | –                   | 27 tháng 12 năm 1978                                                           | 9 tháng 2 năm 1979                                     | Đảng Tự do                                 |
| 3   | Chadli Bendjedid شاذلي بن جديد (1929–2012)                           |                                                      | 1979 1984 1988      | 9 tháng 2 năm 1979                                                             | 11 tháng 1 năm 1992 (từ chức.)                         | Đảng Tự do                                 |
| —   | Abdelmalek Benhabyles عبد المالك بن حبيلس (1921–2018)                |                                                      | –                   | 11 tháng 1 năm 1992                                                            | 14 tháng 1 năm 1992                                    | Đảng Tự do                                 |
| 4   | Mohamed Boudiaf محمد بوضياف (1919–1992)                              |                                                      | –                   | 14 tháng 1 năm 1992                                                            | 29 tháng 6 năm 1992 (Bị ám sát.)                       | Đảng Cách mạng Xã hội chủ nghĩa            |
| 5   | Ali Kafi علي حسين كافي (1928–2013)                                   |                                                      | –                   | 2 tháng 7 năm 1992                                                             | 31 tháng 1 năm 1994                                    | Đảng Tự do                                 |
| 6   | Liamine Zéroual اليمين زروال (1941–)                                 |                                                      | 1995                | 31 tháng 1 năm 1994 Hội đồng Nhà nước 27 tháng 11 năm 1995 Tổng thống Cộng hòa | 27 tháng 4 năm 1999                                    | Quân nhân (đến ngày 27 tháng 11 năm 1995.) |
| (6) | Liamine Zéroual اليمين زروال (1941–)                                 | Đảng Dân chủ Quốc gia (từ ngày 21 tháng 2 năm 1997.) | 1995                | 31 tháng 1 năm 1994 Hội đồng Nhà nước 27 tháng 11 năm 1995 Tổng thống Cộng hòa | 27 tháng 4 năm 1999                                    |                                            |
| 7   | Abdelaziz Bouteflika عبد العزيز بوتفليقة (1937–2021)                 |                                                      | 1999 2004 2009 2014 | 27 tháng 4 năm 1999                                                            | 2 tháng 4 năm 2019                                     | Đảng Tự do                                 |
| —   | Abdelkader Bensalah عبد القـادر بن صالح (1941–2021) Quyền Tổng thống |                                                      | –                   | 9 tháng 4 năm 2019                                                             | 19 tháng 12 năm 2019                                   | Độc lập                                    |
| 8   | Abdelmadjid Tebboune عبد المجيد تبون (1945–)                         |                                                      | 2019                | 19 tháng 12 năm 2019                                                           | Đương nhiệm                                            | Đảng Tự do                                 |

## Cựu Tổng thống còn sống

Cựu Tổng thống còn sống
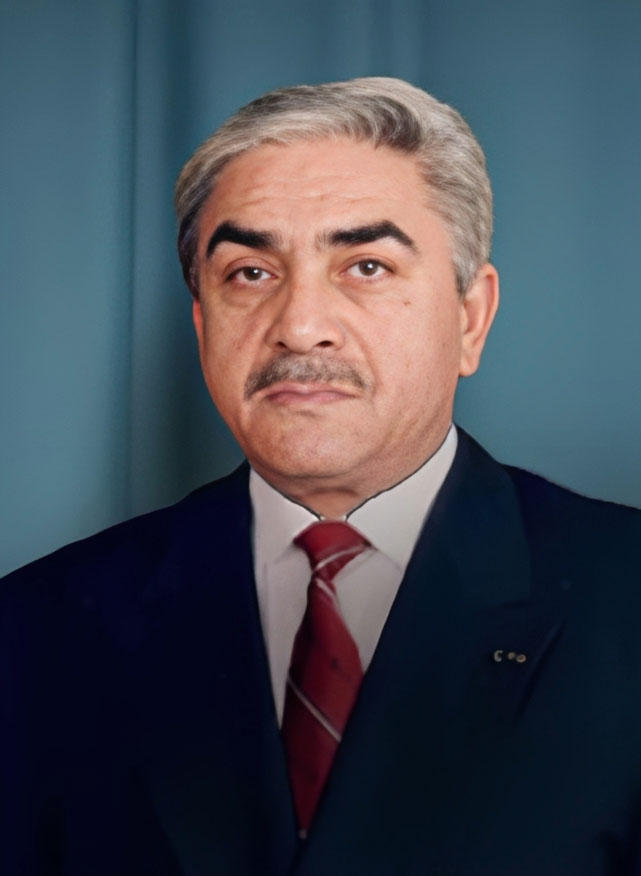
Liamine Zeroual phục vụ 1994–1999, sinh 3/7/1941 (83 tuổi)